# 六甲山カンツリーハウス
六甲山カンツリーハウス（ろっこうさんカンツリーハウス）は、兵庫県神戸市灘区に2020年11月23日まで所在した遊戯施設。阪急阪神ホールディングス傘下の阪神電気鉄道子会社の六甲山観光が運営していた。2021年4月3日よりアスレチック施設「六甲山アスレチックパークGREENIA」にリニューアルされた。
尚、冬季は六甲山スノーパークとして営業となる。

## 所在地
兵庫県神戸市灘区六甲山町北六甲4512番98号

## 施設
- レストラン「アルペンローゼ」
- レストハウス「ノースポイント」
- ショップ「グリーンリーフ」

## 営業日時
- 期間 - 概ね4月上旬から11月下旬まで

毎週木曜日 定休日
但し、園内のローズウォークや真夏の雪祭りが始まると無休となる。
- 時間 - 9：00〜17：00 最終入園受付16：30

繁忙期は早開け及び延長営業もあり。